# خوان كارلوس ليموس
خوان كارلوس ليموس (مواليد 6 مايو 1965) هو ملاكم كوبي، مثّل بلاده في الألعاب الأولمبية الصيفية 1992 وحقق الميدالية الذهبية في فئة الوزن المتوسط الخفيف.

## روابط خارجية
خوان كارلوس ليموس على موقع أوليمبيديا (الإنجليزية)